# سيرجي رابتشينكو
سيرجي رابتشينكو (بالروسية: Рабченко, Сергей) مواليد 23 فبراير 1986 في مينسك، هو ملاكم محترف بيلاروسي يصنف ضمن فئة وزن خفيف المتوسط بدأ مسيرته الاحترافية سنة 2006 حيث انتصر في نزاله الأول.

## المسيرة الاحترافية
من نزالاته:
- خسر أمام أنتوني منداين (12-11-2014).
- انتصر على برادلي برايس (16-11-2013).
- انتصر على برادلي برايس (20-05-2011).
- انتصر على مارتن كونسيبسيون بالضربة الفنية القاضية (26-02-2011).

## إحصائيات
خاض خلال مسيرته 29 نزالا، فاز في 27 ولم يتعادل وخسر في 2. فاز بالضربة القاضية في 20 نزالا.

## روابط خارجية
- سيرجي رابتشينكو على موقع بوكس ريك (الإنجليزية) (registration required)